# VVT-i
VVT-i, (eng. Variable Valve Timing with intelligence) – inteligentny system zmiennych faz rozrządu, rozwiązanie zastosowane w silnikach Toyoty od 1996 roku, zastąpiło system VVT używany w latach 1991–1996.
Układ ma podobne działanie do systemu VTC (nie mylić z VTEC) Hondy. Komputer w zależności od obrotów, otwarcia przepustnicy, obciążenia silnika reguluje jednocześnie moment otwarcia i zamknięcia zaworów dolotowych (więc już nie czas w jakim pozostają otwarte). Dzięki temu krzywa momentu obrotowego jest bardziej płaska tj. większy moment jest dostępny przy niższych prędkościach obrotowych, a co za tym idzie wzrasta elastyczność silnika przy spadku zużycia paliwa. Można zaobserwować także lepszą reakcję na wciśnięcie pedału gazu w jednostkach wyposażonych w system VVT-i.
W 1998 wprowadzono system Dual VVT-i, w który wyposażone są nowoczesne silniki V6 Toyoty (np. 3.5L 2GR-FE V6). 
W 1999 wprowadzono także system VVTL-i (w silniku 1.8L 2ZZ-GE), który charakteryzuje się dodatkowo zmiennym skokiem zaworów ssących (oprócz zmiennych faz rozrządu wałka dolotowego). Wałek dolotowy posiada dwa zestawy krzywek, niskie - dla niskich i średnich obrotów, oraz wysokie - dla wysokich obrotów. Daje to dodatkowy, znaczny przyrost mocy i momentu obrotowego powyżej ok. 6000 obr./min (zależnie od rynku na który produkowany był samochód może to być np. 5800 obr./min - Lotus, 6200 obr./min - Toyota Corolla TS, Toyota Celica TS, albo 6400 obr./min - Toyota Celica na rynku US i JPN). Silniki z tym systemem osiągają obroty maksymalne przy ok. 8200 obr./min, moc maksymalną przy ok. 7800 obr./min, a maksymalny moment obrotowy przy ok. 6800 obr./min. Toyota musiała przestać oferować samochody z silnikami z technologią VVTL-i z powodu niespełniania norm emisyjnych EURO 4. Porzuciła także dalszy rozwój tej technologii na rzecz technologii Valvematic.